# Генерал-сотник
Генерал-сотник — це найвище військове звання генеральної старшини Української галицької армії у 1919-1920 роках. Еквівалентне генерал-полковнику в Армії Української Народної Республіки, генеральному бунчужному у Збройних силах Української Держави та генералу у Збройних силах України.

## Назва звання
Звання генерал-сотник, складається з двох частин: «генерал» (від лат. generalis — загальний, спільний) та «сотник». Військове звання «сотник», відповідало в УГА званню капітан, що споріднює значення звань генерал-сотник та генерал-капітан. В деяких слов’янських країнах (Хорватія, Словенія), звання сотника і в наш час є місцевою назвою звання «капітан».

## Військове званняУкраїнської галицької армії(1919-1920)
Генерал-сотник — це найвище військове звання генеральної старшини Української галицької армії. Вище за рангом ніж генерал-поручник.
Знаки розрізнення в УГА були введені Державним секретаріатом військових справ (ДСВС) Західної області УНР 22 квітня 1919 року і уявляли собою комбінацію стрічок на рукавах однострою та «зубчатки» на комірах. Генерал-сотник мав за знаки розрізнення три стрічки: одну широку срібну стрічку з булавами на кінці, вище та нижче якої знаходилися середні також срібні плетені стрічки. Генерали (генеральна старшина) мали срібну зубчатку, на прямокутному золотому підкладі (72х34 мм) .
| Нижче за рангом: Генерал-поручник | УГА Генерал-сотник | Вище за рангом: Немає |